# Star Trek: The Next Generation (säsong 2)
Den andra säsongen av den amerikanska science fiction TV-serien Star Trek: The Next Generation började sin syndikerade visning i USA den 21 november 1988 och avrundades den 17 juli 1989 efter 22 sända avsnitt. Serien utspelar sig under 2300-talet, där den följer Stjärnflottans rymdskepp Enterprise-D och dess besättnings äventyr. Säsong 2 innehöll en del förändringar i seriens huvudroller, efter det att Gates McFadden lämnat serien. Diana Muldaur fick rollen som Dr. Katherine Pulaski för en säsong innan McFadden återvände i säsong 3. Oscarsvinnaren Whoopi Goldberg var en annan som anslöt sig till rollistan efter att tryckt på producenterna om en roll i serien.
Det genomfördes betydande förändringar i kulisserna till manusteamet. Maurice Hurley blev huvudförfattare, och efter omfattande omskrivningar av avsnitten "The Royale" och "Manhunt", lämnade Tracy Tormé teamet. Likaså gjorde även David Gerrold efter uppvisande av ett manus för "Blood and Fire", genom att han lät sitt kontrakt löpa ut på grund av Gene Roddenberry och dennes advokat Leonard Maizlish. Andra författare som lämnade produktionen var Leonard Mlodinow och Scott Rubenstein, medan Melinda M. Snodgrass, Hans Beimler och Richard Manning anslöt sig till teamet. Vid slutet av säsongen lämnade även Hurley teamet. Produktionsdesignern Herman F. Zimmerman lämnade serien och ersattes av Richard James, som stannade kvar på serien för resten av dess runda.
Den amerikanska manusstrejken 1988 var den ledande orsaken till att säsongen kortades ner till 22 avsnitt, samt beskylldes senare för den bristande kvaliteten på de första avsnitten. Strejken resulterade även i att manusteamet använde sig av ett oanvänt manus från den oproducerade serien Star Trek: Phase II för att öppna säsongen med, under titeln "The Child". Budgetmässiga förändringar tillät att enskilda avsnittsfinansiering flyttades mellan avsnitten, men detta resulterade i bristande finansiering mot slutet av säsongen vilket teamet försökte lösa genom att skapa en clip show, under titeln "Shades of Grey".
"The Child" öppnade säsongen med 10,9 miljoner tittare och siffrorna toppade med både "A Matter of Honor" och "The Measure of a Man", vilka sågs av 11,3 miljoner tittare. Trots en minskning av tittarna, då avsnittet "Manhunt" sågs av det lägsta antalet tittare, blev serien den tredje mest tittade serien på sin sändningstid. Kritikerna hyllade avsnitten "The Measure of a Man" och "Q Who", men ansåg att "Shades of Grey" vara ett av de sämsta avsnitten i hela Star Trek-franchisen.
Säsongen släpptes först på DVD, region 1 den 7 maj 2002 och släpptes sedan på region 2 och 3. Den regionsfria släppet på Blu-ray kom i december 2012, med en kort biovisning för "The Measure of the Man" och "Q Who" i USA.

## Produktion

### Manus
I och med den andra säsongen blev Maurice Hurley befordrad till manuschef efter det att Robert Lewin lämnat serien. Han hade kommit ombord redan under den första säsongen. Hans tidigare erfarenhet med TV var bland annat serierna The Equalizer och Miami Vice, samt som han vid senare tillfällen har förklarat att han tog positionen eftersom den utmanade honom. Den amerikanska manusstrejken 1988 hade skapat problem i slutet av den första säsongen och dessa fortgick när arbetet med säsong 2 skulle starta, vilket resulterade i en förkortad säsong. Seriens exekutiva producent Rick Berman skyllde på den vikande kvaliteten vid säsongens premiär på tidsbrist för ordentlig utveckling på grund av författarstrejken. Hurley kände att skrivandet på serien hade lyckats få in en rytm under andra halvan av den första säsongen och att strejken bröt denna och resulterade i att han lämnade serien. Han kritiserade även bristen på karaktärshistorier i serien, då han sa följande "I did some good, some bad, some mediocre, but it's not a show that I could continue to do. It's not where I come from."
Hurley hade invänt mot de våldsamma och blodiga scener som sågs i avsnittet "Conspiracy" från första säsongen, som skrevs av Tracy Tormé, något som fick Tormé att forstsätta känna sig alienerad från Hurley. Tormé stood down from his role as co-executive story editor, taking credit instead as a creative consultant. Efter att Hurley gjort modifieringar av Tormés manus för avsnitten "The Royale" och "Manhunt", valde Tormé att enbart krediteras under pseudonym. Vid en tidpunkt hade Roddenberry tänkt sig att Tormé skulle ha blivit en eventuell showrunner, men författaren valde att lämna serien på grund av de omskrivningar som genomfördes under Hurley's ledning. Hannah Louise Shearer lämnade även hon teamet mellan säsongerna till följd av meningsskiljaktigheter med Hurley, men bidrog med historier under senare säsonger. Andra författare som anslöt till teamet under andra säsongen var bland annat författaren till The Tears of the Singers, Melinda M. Snodgrass, som sålde manuset till avsnittet "The Measure of a Man". Hans Beimler och Richard Manning anlitades till de nyskapade positionerna som verkställande manuskonsulter. De hade båda varit storyredigerare för de sista åtta avsnitten av den första säsongen. Snodgrass förklarade senare att, "Once I came on board there suddenly seemed to be this climate of discussion among the writers about what we wanted to do with the show. My impression was that this was a new phenomenon. We were a little bit more on the same wavelength." Hon anställdes som storyredigerare efter inlämnandet av sitt första avsnitt, tillsammans med Leonard Mlodinow och Scott Rubenstein. De andra två redigerarna lämnade efter fyra avsnitt, vilket resulterade i att Snodgrass blev ensam kvar som storyredigerare för resten av säsongen.

#### "Blood and Fire"

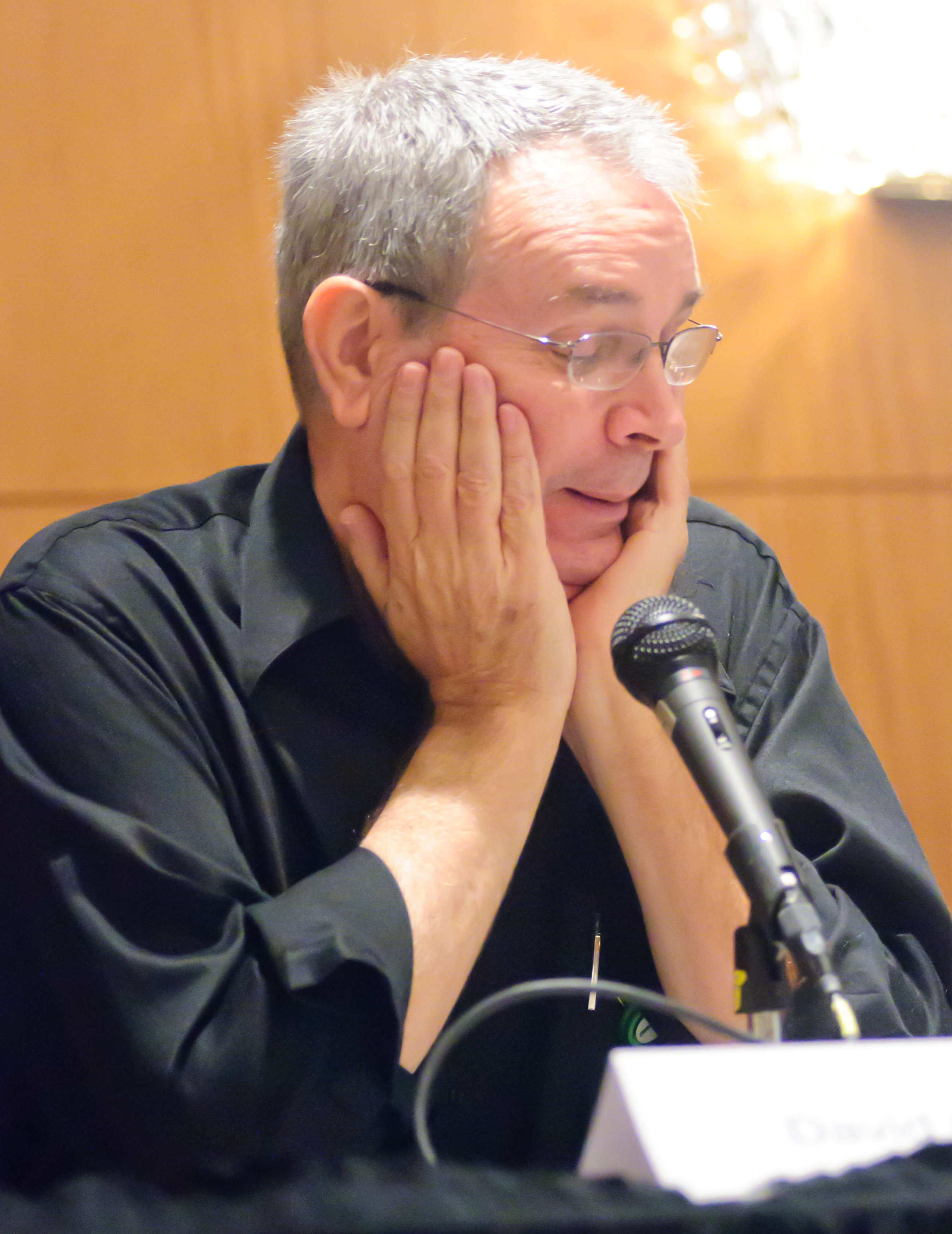
David Gerrold var en av flertalet författare som lämnade The Next Generation under den andra säsongen.

En annan manusförfattare som lämnade serien under den andra säsongen var David Gerrold. Han hade skrivit ett avsnitt för The Original Series under titeln "The Trouble with Tribbles" och kom ombord på The Next Generation före piloten och skrev den första versionen av seriens bibel. uppgav i ett tidigt PM att den nya serien var tänkt att vara en problembaserad serie i samma form som originalet, vilket skaparen Gene Roddenberry höll med om. Under en frågestund med fans vid ett konvent, som även Gerrold medverkade vid, ansåg Roddenberry att det var dags för en homosexuell rollfigur att medverka i Star Trek. Han sade till sin personal att "Times have changed and we have got to be aware of it." Detta resulterade i att Gerrold föreslog en story under titeln "Blood and Fire", vilken inkluderade två homosexuella besättningsmedlemmar och en AIDS allegori. Roddenberry såg till att idén skulle produceras som manus och Gerrold åkte iväg för att framträda på ett Star Trek-kryssning efter att ha mottagit ett telegram berättar för honom att alla på kontoret var nöjd med den nya storyn.
När han återvände till jobbet fann han att historien inte skulle användas i den aktuella formen. Gerrold sade senare att "I was told that Gene's lawyer did not like the script and felt that this was not a good episode, and so on his advice, it seems, the script was cancelled. That's what I was told by someone who was in a position to know. I don't have any proof in writing, so I have to qualify it by saying someone told me." Officiella källor uppgav att Paramount had blivit involverad och att bolaget kände att historien var olämplig för yngre tittare i den syndikerade marknaden och att klagomål skulle tas emot från föräldrar. Manuset gavs till Herbert Wright för omskrivning. Roddenberry gav honom ett antal anteckningar på manuset, som av misstag överlämnade manusanteckningarna till Gerrold som hade skrivits av Roddenberrys advokat, Leonard Maizlish. På grund av den arbetsbelastning som låg på Wright vid den tiden, erbjöd Gerrold sig i ett första försök på omskrivningen, då med intentionen att ta bort de homosexuella rollerna. Men efter att i början gjort upp med Roddenberry om detta, fick Wright senare ett telefonsamtal från honom som sa Wright inte skulle låta Gerrold jobba på manuset. Kort därefter fick Wright ett till samtal från Maizlish för att förstärka budskapet att Gerrold inte fick tillåtelse att jobba på manuset.
Efter flera revideringar genomförda av Wright, däribland en version under titeln "Blood and Ice", togs manuset till slut bort från the schemat. Gerrold bad om att hans kontrakt inte skulle förnyas efter dessa problem med avsnittet. Ernie Over, som var Roddenberrys personliga assistent vid den tiden, sade vid ett senare tillfälle att påståendena blåstes ut ur proportion av Gerrold, att "Blood and Fire" var helt enkelt ett dåligt manus och att Gerrold hade en agenda att tvinga in homosexuella karaktärer i Star Trek. Gerrold sade vid det sista tillfället de sågs att Maizlish var homofobisk mot honom, där han kallade honom för "an AIDS-infected cocksucker. A fucking faggot."

### Utveckling

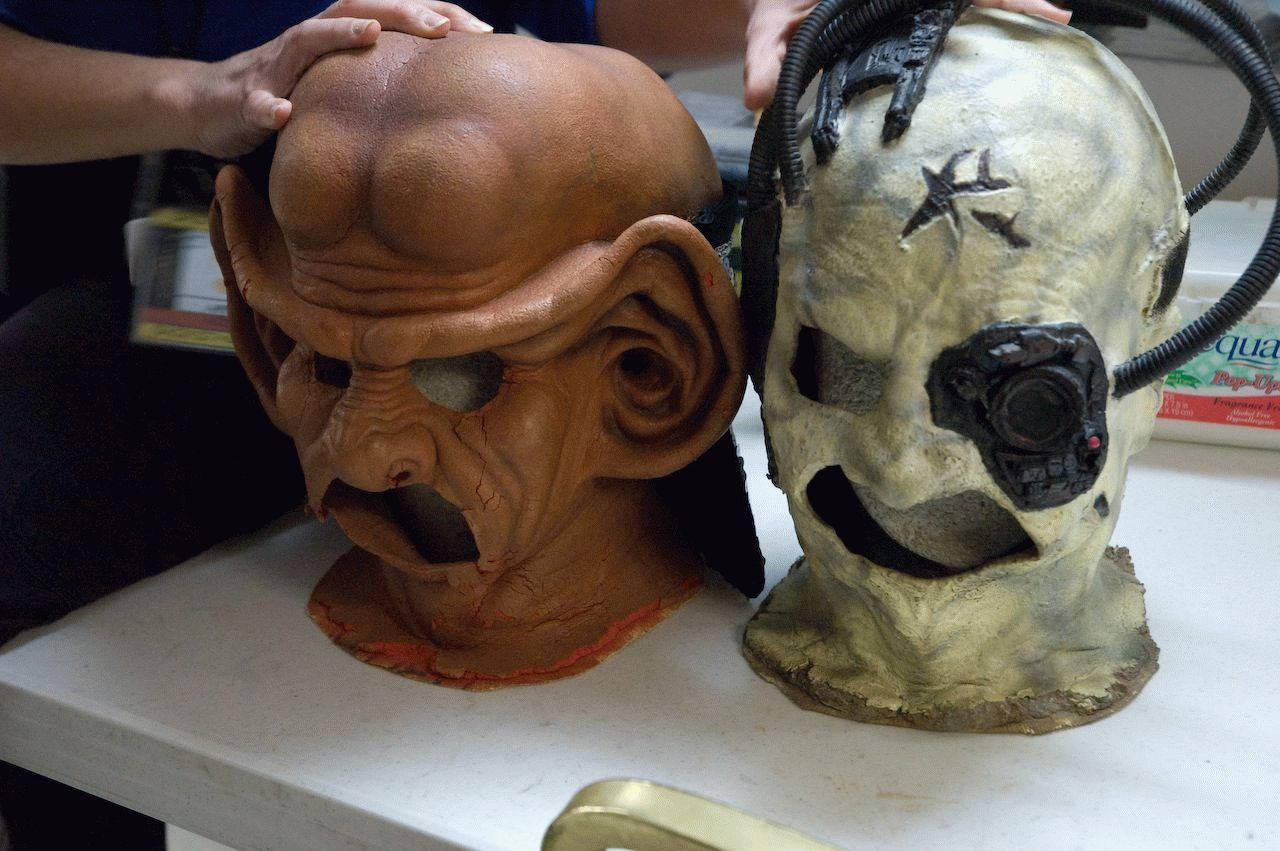
Masker föreställande Ferengi (vänster) och Borg (höger) vid Star Trek: The Experience, i Las Vegas

Seriens bibel förklarade avsikten att skapa nya skurkar för den nya serien, men efter misslyckandet med Ferengi, återintroducerades Romulanerna i det sista avsnittet av den första säsongen och fortsatte att dyka upp under den andra säsongen. De cybernetiska Borgerna introducerades i avsnittet "Q Who", modifierad från en insektslik ras som Hurley hade velat införa i en längre version av första säsongens final "The Neutral Zone". Borgerna återvände sporadiskt under resten av serien, där de förekom i ytterligare fem avsnitt. Men olikt andra utmomjordiska motståndare som skapades för The Next Generation, de blev de enda som gick över till film genom Star Trek: First Contact. En annan förändring som kan ses i den andra säsongen, som ökade senare i säsongen, var den ökande fokuseringen på trion bestående av Jean-Luc Picard, William T. Riker och Data, som liknade den som sågs mellan James T. Kirk, Dr. Leonard McCoy och Spock i Star Trek: The Original Series. Detta förpassade de övriga gruppmedlemmarna till bakgrundsroller för majoriteten av säsongens avsnitt.
Paramount förändrade på sättet att hur de enskilda avsnitten finansierades, där de tillät produktionen att överskrida budgeten på något avsnitt då det förbehållet skulle tjänas in genom att minska på finansieringen av övriga avsnitt. Till följd av effekterna av manusstrejken tvingades manusteamet söka efter manus från Star Trek: Phase II, en serie som lades ned innan den filmades, där det första avsnittet hade omarbetats till filmen Star Trek: The Motion Picture. Från dessa manus identifierades med potential för att användas i säsong två, vilket resulterade i premiäravsnittet "The Child". Rollfiguren Lt. Ilia skrevs om i historien för att bli en roll för Marina Sirtis som Deanna Troi. Sitris hyllade denna förändring, då hon kände att hon felt she hade förbisetts under den första säsongen på grund av McFaddens och Denise Crosby's närvaro.
Avsnitten utvecklades för att handla om sociala frågor, på samma sätt som The Original Series. "The Child" hade med en kort debatt om abort, "Up the Long Ladder" diskuterade kloning och "Loud as a Whisper" var att acceptera teckenspråkets legitimitet för de döva. Problem uppstod när dödsboet efter Arthur Conan Doyle hotade med att stämma producenterna om serien använde Sherlock Holmes ännu en gång efter avsnittet "Elementary, Dear Data". Budgetrelaterade orsaker resulterade i att säsongen slutade med avsnittet "Shades of Grey", som producerades som en clip show och bestod för det mesta av material från tidigare avsnitt. Avsnittet filmades under tre dagar istället för de ordinarie sju, och produktionspersonalen enades om att den var ett av de värsta avsnitten av någon Star Trek-serie.

### Make-up och scenografi
I spåren av problemen med sin make-up under säsong ett modifierades Michael Dorns Klingonproteser. Michael Westmore gjorde huvudbonaden enklare och Dorn valde att bära ett pannband under huvudbonaden för att minska risken för hudutslag på sin panna. Huvudstycket limmades därefter nere runt kanterna.
Förändringar av bryggan gjordes för att omforma olika element inklusive de bakre stationerna på bryggan så att LeVar Burtons rollfigur Geordi La Forge, i sin nya roll som chefsingenjör, kunde ha en arbetsplats på bryggan. Andra förändringar av bryggan inkluderade modifieringar av flera stolar för att bättre passa skådespelarna. En viewscreen installerades i observationsavdelningen och en ny kuliss skapades för att representera Ten-Forward. Salongen var den sista kuliss som utformades för The Next Generation av Herman Zimmerman. Han förklarade att "Ten-Forward became the place where ordinary crew and the officers could co-mingle, and where aliens who were not allowed on the bridge could interact with other crew-members. It was a very important set for the telling of stories."

### Rollbesättning
Inför den andra säsongen genfördes en förändring till huvudrollerna. Gates McFadden som spelade Dr. Beverly Crusher avskedades från serien och ersattes med Diana Muldaur, som spelade en ny rollfigur vid namn Dr. Katherine Pulaski. Rick Berman sa vid ett senare tillfälle att "There were those who believed at the end of the first season that they didn't like the way her character was developing, vis-a-vis Gates' performance, and managed to convince Mr. Roddenberry of that". Han sa att han inte höll med detta beslut. Roddenberry valde hellre att skriva ut Crusher än att döda rollen i syfte att möjliggöra för McFadden att återkomma i framtiden. Keith DeCandido ansåg vid ett senare tillfälle att det var Maurice Hurley som ville att McFadden lämna serien, samt att det var först efter att han lämnade serien efter säsong två, som dörren öppnades för henne att kunna återvända. Pulaski var tänkt att påminna om Dr. Leonard McCoy från The Original Series. Muldaur hade medverkat två gånger i The Original Series, först som Dr. Anne Mulhull i "Return to Tomorrow" och senare som Dr. Miranda Jones i "Is There in Truth No Beauty?". Hon hade även medverkat i den av Roddenberry ledda TV-piloten Planet Earth.
Christina Pickles hade även hon varit i ropet för rollen och Berman uppgav att hon var det andra valet för rollen. Muldaur erbjöds att krediteras som en av huvudrollerna men avböjde i favör för en kredit som "special guest appearance", och gick in i rollen med förväntningarna om att endast få medverka i en säsong. Muldaur lämnade serien efter den andra säsongen, då McFadden återvände som Crusher för säsong tre. Muldaur sa att "People have tried to create some kind of something out of it, but she played one part and I played a totally different part... it would not have been good to have continued very much longer, even though everyone was really lovely".

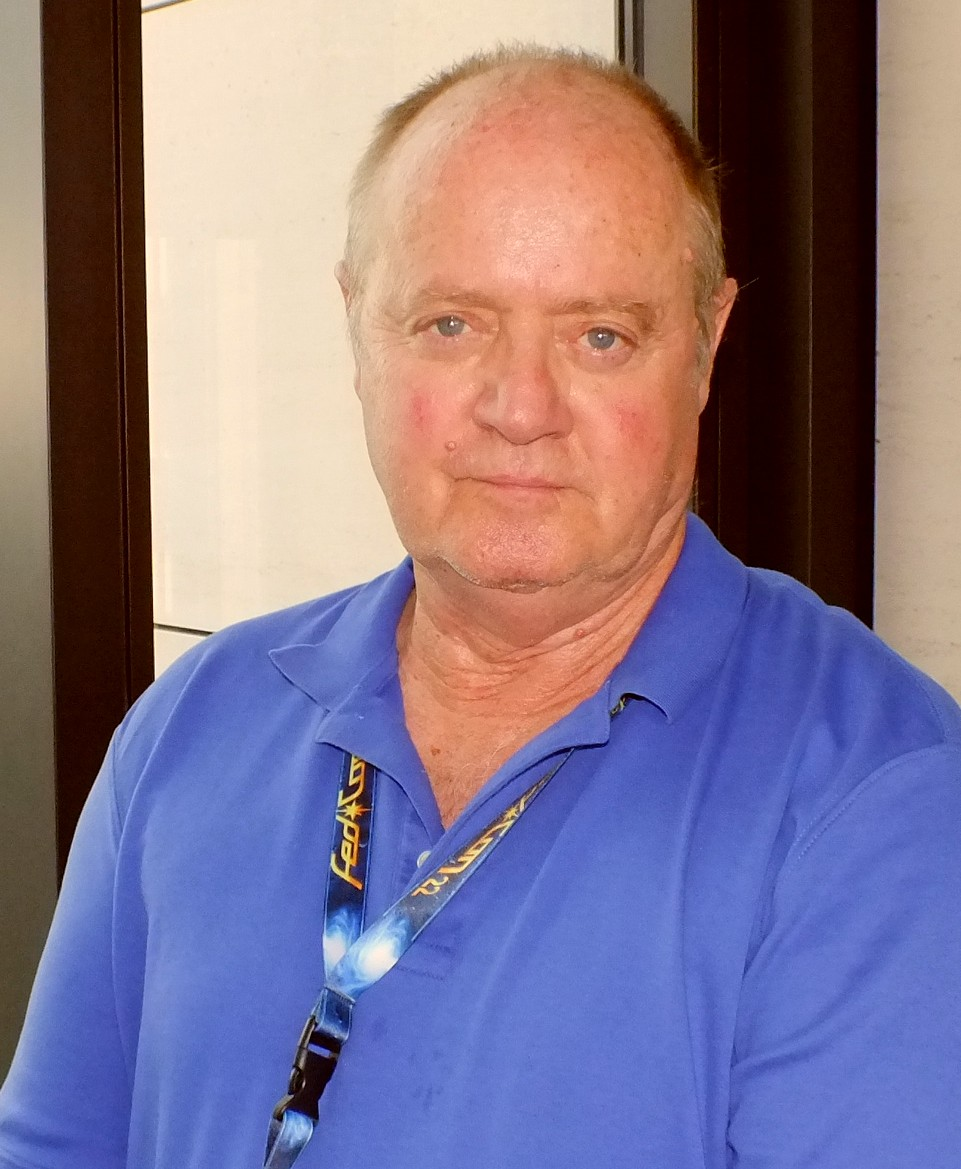
Skådespelaren Robert O'Reilly (Gowron) gästade serien i "Manhunt".

En annan skådespelerska som anslöt sig till serien var den Oscarsbelönade Whoopi Goldberg, som hade varit ett långtgående Star Trek-fan. Hon krediterade Nichelle Nichols som Uhura i The Original Series som en inspiration, genom att säga följande "Well, when I was nine years old Star Trek came on, I looked at it and I went screaming through the house, 'Come here, mum, everybody, come quick, come quick, there's a black lady on television and she ain't no maid!' I knew right then and there I could be anything I wanted to be." För att kunna medverka i serien kontaktade Goldberg i början producenterna genom LeVar Burton. Producenterna trodde inte på henne då de kände att en filmstjärna som Goldberg inte ville medverka i Star Trek, och ignorerade således samtal från hennes agent, ända tills hon personligen ringde upp dem. Ett möte arrangerades mellan henne och Rick Berman, och hon gick med på att medverka i sex avsnitt av säsong två. Hennes rollfigur Guinan, namngavs efter Mary "Texas" Guinan, en lönnkrogsägare under förbudstiden.
Gästskådespelare i säsong två inkluderade bland annat Teri Hatcher, som medverkade i avsnittet "The Outrageous Okona" innan hon fick rollen som Lois Lane i Stålmannen-serien Lois & Clark. Hon krediterades inte för rollen som transportörchefen B.G. Robinson efter att mojoritetem av hennes scener klipptes bort från det färdiga avsnittet, vilket resulterade i att hon ville avstå från att hennes namn skulle listas i avsnittet. I samma avsnitt medverkade Billy Campbell i en gästroll, som hade varit det andra valet i rollbesättningen av William Riker. Han fick rollen i avsnittet efter att ha kontaktat castingagenten Junie Lowry och bett om att få medverka i ett avsnitt. Musikern Mick Fleetwood gjorde en cameo som en Antedean ambassadör i avsnittet "Manhunt", dock hade han inga repliker. Robert O'Reilly, som medverkade i "Manhunt", fick senare rollen som Klingonen Gowron i säsong tre. Hans karaktär blev Klingonkansler och han medverkade i flera TNG-avsnitt samt medverkade som en återkommande roll i Star Trek: Deep Space Nine. O'Reilly's sista framträdande i Star Trek var som en annan karaktär i avsnittet "Bounty" från Star Trek: Enterprise.

### Produktionsteamet
Efter arbetet med filmen Star Trek V - Den yttersta gränsen valde produktionsdesignern Herman F. Zimmerman att lämna franchisen. Han hade tänkt att satsa på en karriär inom design för filmer, men efter att ha arbetat på Black Rain, återvände han till Star Trek i samband med filmen Star Trek VI – The Undiscovered Country och tog på sig rollen som produktionsdesigner för Star Trek: Deep Space Nine. För The Next Generation, rekommenderade han Richard James som sin efterträdare. James tog positionen som en interimistisk åtgärd medan det söktes efter en permanent kandidat till posten. Det slutade med att han stannade på The Next Generation som ledande produktionsdesigner för resten av serien och anslöt sig därefter till Star Trek: Voyager i samma roll. John M. Dwyer lämnade serien tillsammans med Zimmerman och Jim Mees togs in som dennes ersättare. Andrew Probert, som designade Enterprise-D, lämnade sin roll som huvudansvarig illustratör för att börja jobba hos The Walt Disney Company. Han ersattes av Rick Sternbach, som leddes av James i sin nya roll.

## Mottagande

### Tittarsiffror
Vid slutet av den första säsongen hade The Next Generation blivit den högst rankade syndikerade TV-serien med en speltid på en timme och den tredje högst rankade serien totalt i samma kategori, endast efter Wheel of Fortune och Jeopardy!. Det första avsnittet i andra säsongen, "The Child", sändes den 21 november 1988 med en Nielsen ratings på 10,9 miljoner. Efter en inledande liten minskning av tittare under de efterföljande fem avsnitten, bröt säsongen 11 miljonersnivån med "Unnatural Selection" och toppade sedan med de två följande avsnitten "A Matter of Honor" och "The Measure of a Man", som båda sågs av 11,3 miljoner tittare. Efter detta började tittarsiffrorna gradvis att minska fram till "Manhunt", som sågs av 8,9 miljoner och lägsta antalet tittare för en första sändning av ett Next Generation-avsnitt. "Shades of Grey" avslutade säsongen den 17 juli 1989 och sågs av 9,8 miljoner tittare. Trots de höga siffrorna sett utifrån den tidigare delen av säsongen, var det först från "Q Who" och framåt som The Next Generation steg till att bli den tredje mest sedda serien på sin sändningstid.

### Omdömen
Keith DeCandido från Tor.com sa att den andra säsongen var den på vilken resten av serien baserades, där karaktärerna tar långsiktigta roller som till exempel Geordi La Forge som chefsingenjör och Worf vid den taktiska stationen. Han sade även att tillägget av Goldberg som Guinan var "förtjusande", medn att Diana Muldaur som Dr. Pulaski "inte fungerade helt som en karaktär". Enligt hans uppfattning var avsnitten under säsongen av varierad kvalitet. Han gav "Q Who" ett toppbetyg på 10 av 10, medan han gav "Shades of Grey" en nolla. Det var första gången han tilldelade den högsta poängen för ett avsnitt i serien, där inget avsnitt från första säsongen var kvalificerad. Han gav säsongen ett övergripande betyg på sju av tio och sa att "Far too many people say that TNG didn't come into its own until the third season, and frankly, I think that that estimation comes a year too late."
Jamahl Epsicokhan gav via sin hemsida "Jammer's Reviews" högsta betyg i fyra av fyra till både "The Measure of a Man" och "Q Who". Hans höjdpunkt från det förra var framträdandet av Patrick Stewart som Picard i domstolsmiljön, medan den senare kallade han den för det "most absolutely necessary episode of TNG's second season". Like DeCandido, Epsicokhan gave "Shades of Grey" a score of zero and described it as "the most pointless episode of TNG ever made". Scott Collura från IGN ansåg att säsong två var en förbättring jämfört med den råhet som fanns i säsong ett och var den första gången som serien klev ut ur skuggan av The Original Series. Han uppgav att flera av de mer minnesvärda inslagen i Star Trek infördes i denna säsong, däribland Borgerna. Han sade att "The Measure of a Man" var säsongens höjdpunkt, medan han beskrev "Shades of Grey" som "Riker's Cheap-Ass Trip Down Memory Lane".

### Utmärkelser
Flertalet avsnitt i den andra säsongen av The Next Generation nominerades till åtta Emmy Awards. "Q Who" nominerades i tre kategorier, där den vann två: Outstanding Sound Editing for a Series och Outstanding Sound Mixing for a Drama Series. Dessa var de enda Emmy Awards som serien vann. De andra avsnitten som nominerades var "Elementary, Dear Data" i två kategorier, medan "A Matter of Honor", "The Child" och "Unnatural Selection" nominerades i en kategori vardera. För andra året i rad nominerades Wil Wheaton till en Youth in Film Awards, denna gång för Best Young Actor in a Family Syndicated Show. Detta år markerade hans första och enda vinst, av tre nomineringar. Serien vann även priset för Best Syndicated Family Drama or Comedy. Melinda M. Snodgrass fick mottaga den enda nomineringen för serien under Writers Guild of America Awards för Best Episodic Drama för avsnittet "The Measure of a Man".

## Rollista
Följande skådespelare medverkade i säsongen:

### Huvudroller
- Patrick Stewart som Captain Jean-Luc Picard
- Jonathan Frakes som Commander William T. Riker
- Brent Spiner som Lt Cmdr. Data
- LeVar Burton som Lt. Geordi La Forge
- Marina Sirtis som Councillor Deanna Troi
- Michael Dorn som Lt. Worf
- Wil Wheaton som Act Ens. Wesley Crusher
- Diana Muldaur som Dr. Katherine Pulaski[nb 1]

### Återkommande roller
- Colm Meaney som Chief Miles O'Brien (15 avsnitt)
- Whoopi Goldberg som Guinan (6 avsnitt)
- Lycia Naff som Ens. Sonia Gomez (2 avsnitt)
- Suzie Plakson som Dr. Selar och K'Ehleyr (2 avsnitt)
- Rhonda Aldrich som Madeline (1 avsnitt)
- Majel Barrett som Lwaxana Troi (1 avsnitt)
- John de Lancie som Q (1 avsnitt)
- Armin Shimerman som Bractor (1 avsnitt)
- Carel Struycken som Mr. Homn (1 avsnitt)

## Avsnitt
I den följande tabellen listas avsnitten i den ordning som de sändes och behöver nödvändigtvis inte motsvara deras produktionskoder.
| Nr i serien | Nr i säsongen | Titel                     | Stardate | Regissör          | Manus                                                      | Originalvisning (USA) | Originalvisning (Sverige) | Tittarsiffror (miljoner) |
| --- | ------------- | ------------------------- | -------- | ----------------- | ---------------------------------------------------------- | --------------------- | ------------------------- | ------------------------ |
| 27 | 201           | "The Child"               | 42073.1  | Rob Bowman        | Jaron Summers, Jon Povill & Maurice Hurley                 | 21 november 1988      | 8 maj 1995                | 10.9                     |
| Dr. Pulaski ansluter sig till besättningen medan La Forge förbereder transporten av ett prov med en dödlig pest och Deanna föder ett mystiskt barn, Ian.                                                                                   |               |                           |          |                   |                                                            |                       |                           |                          |
| 28 | 202           | "Where Silence Has Lease" | 42193.6  | Winrich Kolbe     | Jack B. Sowards                                            | 28 november 1988      | 15 maj 1995               | 10.3                     |
| På väg till Morganakvadranten fastnar Enterprise i ett mystiskt hål helt utan energi och materia. |               |                           |          |                   |                                                            |                       |                           |                          |
| 29 | 203           | "Elementary, Dear Data"   | 42286.3  | Rob Bowman        | Brian Alan Lane                                            | 5 december 1988       | 22 maj 1995               | Okänt                    |
| Geordi begär att holodäcket skall skapa en Sherlock Holmes-skurk som kan besegra Data. |               |                           |          |                   |                                                            |                       |                           |                          |
| 30 | 204           | "The Outrageous Okona"    | 42402.7  | Robert Becker     | Burton Armus, Les Menchen, Lance Dickson & David Landsberg | 12 december 1988      | 29 maj 1995               | Okänt                    |
| Enterprise stöter på en färgstark rymdbov på rymmen och Data lär sig humor från Joe Piscopo. |               |                           |          |                   |                                                            |                       |                           |                          |
| 31 | 205           | "Loud as a Whisper"       | 42477.2  | Larry Shaw        | Jacqueline Zambrano                                        | 9 januari 1989        | 5 juni 1995               | 10.7                     |
| Enterprise gästas av en döv empatisk ambassadör som leder ett svårt fredssamtal. |               |                           |          |                   |                                                            |                       |                           |                          |
| 32 | 206           | "The Schizoid Man"        | 42437.5  | Les Landau        | Tracy Tormé, Richard Manning & Hans Beimler                | 23 januari 1989       | 12 juni 1995              | 10.8                     |
| En vetenskapsman lurar döden genom att överföra sin själ till Data. |               |                           |          |                   |                                                            |                       |                           |                          |
| 33 | 207           | "Unnatural Selection"     | 42494.8  | Paul Lynch        | John Mason & Mike Gray                                     | 30 januari 1989       | 19 juni 1995              | 11.0                     |
| Enterprise tar emot ett nödsamtal från rymdskeppet USS Lantree, väl framme finner de att hela besättningen dött av hastigt åldrande och de måste hitta ett botemedel innan vetenskapsmännen på forskningskolonin går samma öde till mötes. |               |                           |          |                   |                                                            |                       |                           |                          |
| 34 | 208           | "A Matter of Honor"       | 42506.5  | Rob Bowman        | Wanda M. Haight, Gregory Amos & Burton Armus               | 6 februari 1989       | 27 juni 1995              | 11.3                     |
| Som en del i ett utbytesprogram för officerare blir Riker delegerad till ett klingonskt skepp. |               |                           |          |                   |                                                            |                       |                           |                          |
| 35 | 209           | "The Measure of a Man"    | 42523.7  | Robert Scheerer   | Melinda M. Snodgrass                                       | 13 februari 1989      | 4 juli 1995               | 11.3                     |
| Data blir utsatt för en rättslig prövning för att bestämma om han är en privat medborgare eller om han ägs av federationen. |               |                           |          |                   |                                                            |                       |                           |                          |
| 36 | 210           | "The Dauphin"             | 42568.8  | Rob Bowman        | Scott Rubenstein & Leonard Mlodinow                        | 20 februari 1989      | 11 juli 1995              | 10.7                     |
| Enterprise gästas av en ung världsledare och hennes mystiska eskort. |               |                           |          |                   |                                                            |                       |                           |                          |
| 37 | 211           | "Contagion"               | 42609.1  | Joseph L. Scanlan | Steve Gerber & Beth Woods                                  | 20 mars 1989          | 18 juli 1995              | 10.2                     |
| Enterprise smittas av ett farligt utomjordiskt datorvirus som förstört ett av federationens rymdskepp. |               |                           |          |                   |                                                            |                       |                           |                          |
| 38 | 212           | "The Royale"              | 42625.4  | Cliff Bole        | Keith Mills                                                | 27 mars 1989          | 25 juli 1995              | 10.6                     |
| Riker, Worf och Data blir en del av handlingen i en dålig roman. |               |                           |          |                   |                                                            |                       |                           |                          |
| 39 | 213           | "Time Squared"            | 42679.2  | Joseph L. Scanlan | Maurice Hurley & Kurt Michael Bensmiller                   | 3 april 1989          | 1 augusti 1995            | 9.9                      |
| Picard stöter på sin dubbelgångare när Enterprise fastnar i en tids-loop. |               |                           |          |                   |                                                            |                       |                           |                          |
| 40 | 214           | "The Icarus Factor"       | 42686.4  | Robert Iscove     | David Assael & Robert McCullough                           | 24 april 1989         | 8 augusti 1995            | 9.1                      |
| Efter femton års separation får Riker besök av sin far. |               |                           |          |                   |                                                            |                       |                           |                          |
| 41 | 215           | "Pen Pals"                | 42695.3  | Winrich Kolbe     | Melinda M. Snodgrass & Hannah Louise Shearer               | 1 maj 1989            | 15 augusti 1995           | 9.7                      |
| Data blir vän med ett barn från en dödsdömd planet. |               |                           |          |                   |                                                            |                       |                           |                          |
| 42 | 216           | "Q Who?"                  | 42761.3  | Rob Bowman        | Maurice Hurley                                             | 8 maj 1989            | 22 augusti 1995           | 10.3                     |
| Q introducerar besättningen på Enterprise för Borgerna. John de Lancie gästskådespelar |               |                           |          |                   |                                                            |                       |                           |                          |
| 43 | 217           | "Samaritan Snare"         | 42779.1  | Les Landau        | Robert L. McCullough                                       | 15 maj 1989           | 29 augusti 1995           | 10.0                     |
| En grupp fårskalliga utomjordingar kidnappar Geordi och kräver att Geordi reparerar deras skepp. |               |                           |          |                   |                                                            |                       |                           |                          |
| 44 | 218           | "Up the Long Ladder"      | 42823.2  | Winrich Kolbe     | Melinda M. Snodgrass                                       | 22 maj 1989           | 5 september 1995          | 9.2                      |
| Picard måste få två oförenliga kulturer att komma samman. |               |                           |          |                   |                                                            |                       |                           |                          |
| 45 | 219           | "Manhunt"                 | 42859.2  | Rob Bowman        | Terry Devereaux                                            | 19 juni 1989          | 17 september 1995         | 8.9                      |
| Deannas mor letar efter en ny man. Majel Barrett gästskådespelar |               |                           |          |                   |                                                            |                       |                           |                          |
| 46 | 220           | "The Emissary"            | 42901.3  | Cliff Bole        | Richard Manning, Hans Beimler & Thomas H. Calder           | 29 juni 1989          | 24 september 1995         | 9.0                      |
| Worfs före detta flickvän anländer till Enterprise för att hjälpa till med ett sovande Klingon-skepp. |               |                           |          |                   |                                                            |                       |                           |                          |
| 47 | 221           | "Peak Performance"        | 42923.4  | Robert Scheerer   | David Kemper                                               | 10 juli 1989          | 1 oktober 1995            | 9.4                      |
| En utomjordisk ingenjör som leder en stridssimulering, ger Data personlighetskomplex. |               |                           |          |                   |                                                            |                       |                           |                          |
| 48 | 222           | "Shades of Gray"          | 42976.1  | Rob Bowman        | Maurice Hurley, Richard Manning & Hans Beimler             | 17 juli 1989          | 8 oktober 1995            | 9.8                      |
| Ett bett från en utomjordisk insekt riskerar Rikers liv. |               |                           |          |                   |                                                            |                       |                           |                          |

## Utgivning
Blu-ray-utgåvan av säsong två inkluderar en förlängd version av "The Measure of a Man", där bortklippt material har använts som Melinda M. Snodgrass har sparat på VHS. Den utgivna versionen innehåller en hybridversion med både remastrat HD-material som varvas med klipp från VHS-bandet. De ytterligare tolv minuter film är rå och har varken musik eller specialeffekter, men det var det första avsnittet av The Next Generation som fått en förlängd version. Utgivningen av The Next Generations säsong ett och två på Blu-ray tilldelades en Saturn Award vid 2013 års gala för Best Television Series release.
"The Measure of a Man" och "Q Who" fick en begränsad biovisning under en kväll den 29 november 2012. Den förlängda versionen av "The Measure of a Man" visades vid detta tillfället. Detta var den andra biovisningen för avsnitt av The Next Generation, då "Where No One Has Gone Before" och "Datalore" hade visats i syfte för att marknadsföra Blu-ray släppet av den första säsongen.
| Star Trek: The Next Generation – Season 2 | | | |
| Detaljer om boxen | Detaljer om boxen | Extramaterial | Extramaterial |
| - 22 episodes - 5-disc set - 1.33:1 aspect ratio - Subtitles: Danish, German, English, Spanish, French, Italian, Dutch, Norwegian, Swedish, English for the hearing impaired - English (Dolby Digital 5.1 Surround), German, Spanish, French and Italian (Dolby Digital 2.0 Surround) | - 22 episodes - 5-disc set - 1.33:1 aspect ratio - Subtitles: Danish, German, English, Spanish, French, Italian, Dutch, Norwegian, Swedish, English for the hearing impaired - English (Dolby Digital 5.1 Surround), German, Spanish, French and Italian (Dolby Digital 2.0 Surround) | DVD och Blu-ray - Mission Overview: Year Two - Selected Crew Analysis: Year Two - Departmental Briefing: Year Two: Production - Departmental Briefing: Year Two: Memorable Missions - Inside Starfleet Archives Blu-ray only - Reunification: 25 Years After Star Trek: The Next Generation - Making It So: Continuing Star Trek: The Next Generation - Part 1: Stange New Worlds - Part 2: New Life and New Civilisations - Energized! Season Two Tech Update - "The Measure of a Man" extended version, with audio commentary by Melinda M. Snodgrass and Denise Okuda - "The Measure of a Man" hybrid extended version - "Q Who" audio commentary by Rob Bowman, Dan Curry and Mike Okuda - Delete scenes: "The Icarus Factor", "Up the Long Ladder" - 1988 Reading Rainbow segment with LeVar Burton - 2012 Reading Rainbow iTunes promo - Season Two gag reel - 1988 On-Air season 2 promo - Episodic promos | DVD och Blu-ray - Mission Overview: Year Two - Selected Crew Analysis: Year Two - Departmental Briefing: Year Two: Production - Departmental Briefing: Year Two: Memorable Missions - Inside Starfleet Archives Blu-ray only - Reunification: 25 Years After Star Trek: The Next Generation - Making It So: Continuing Star Trek: The Next Generation - Part 1: Stange New Worlds - Part 2: New Life and New Civilisations - Energized! Season Two Tech Update - "The Measure of a Man" extended version, with audio commentary by Melinda M. Snodgrass and Denise Okuda - "The Measure of a Man" hybrid extended version - "Q Who" audio commentary by Rob Bowman, Dan Curry and Mike Okuda - Delete scenes: "The Icarus Factor", "Up the Long Ladder" - 1988 Reading Rainbow segment with LeVar Burton - 2012 Reading Rainbow iTunes promo - Season Two gag reel - 1988 On-Air season 2 promo - Episodic promos |
| Releasedatum | | | |
| DVD | DVD | Blu-ray | Blu-ray |
| Region 1 | Region 2 | USA (Regionsfri) | Storbritannien (Regionsfri) |
| Okänt | Okänt | 4 december 2012 | 10 december 2012 |